# Tepuibasis neblinae
Tepuibasis neblinae là một loài chuồn chuồn kim trong họ Coenagrionidae.
Tepuibasis neblinae được De Marmels miêu tả khoa học năm 1989.